# Cernada
Cernada é uma aldeia portuguesa da freguesia de São João de Areias, Município de Santa Comba Dão, no Distrito de Viseu.
Antiga. Em 1258 é referida nas Inquirições de D. Afonso III.
No século XVI, o “Cadastro da População do Reino” de 1527 não a menciona.
Não tem capela.